# Квалификације за Светско првенство у фудбалу за жене 2003.
У процесу квалификација за ФИФА Светско првенство у фудбалу за жене 2003. године 99 тимова из шест ФИФА конфедерација су се такмичила за 16 места у финалу турнира. Оригинално Кина се аутоматски квалификовала као домаћин турнира, међутом касније САД су преузеле домаћинство. 
Места су била подељена на следећи начин:
- Африка - коју представља Конфедерација Афричког фудбала, 2 места
- Азија - Азијска фудбалска конфедерација, 3,5 места,(Кина се првобитно квалификовала као домаћин)
- Европа - УЕФА, 5 места
- Северна, Централна Америка и Кариби - Конкакаф: 2,5  места
- Океанија - Фудбалска конфедерација Океаније: 1 место
- Јужна Америка - Конмебол: 2 места

## Конфедерацијске квалификације

### Африка (КAF)
Као и претходно издање, Афричко првенство у фудбалу за жене послужило је као квалификација за Светско првенство за чланице КАФ-а.
- Квалификациона фаза: Квалификације за издање од 2002. године играле су се од 10. августа до 13. октобра 2002. године. Двадесет и један тим је ушао у квалификације са тиме да је седам тимова испало у другом кругу. Квалификационе утакмице су одигране на бази по једна утакмица на домаћем и једна утакмица у гостима. Седам победника другог круга квалификовало се за коначни турнир да се придружи домаћину Нигерији која се аутоматски квалификовала.

- Финални турнир: Осам преосталих тимова су играла у Афричком првенству 2002. године, које је одржано од 7. до 20. децембра 2002. у Нигерији. Репрезентације су подељене у две групе са по четири екипе. Два првопласирана тима сваке групе су ишла даље у полуфинале, где су победници полуфинала и екипа која је играла за треће место плеј-оф-а квалификовале за Светско првенство.

#### Квалификациона фаза
Седам победника друге рунде квалификација пласирало се на завршни турнир, а то су били: Ангола, Камерун, Етиопија, Гана, Мали, Јужна Африка и Зимбабве.

#### Финални турнир
Група А
| Поз | Екипа    | Ута | Поб | Нер | Изг | ГД | ГП | ГР | Бод | Квалификације |
| --- | -------- | --- | --- | --- | --- | -- | -- | -- | --- | ------------- |
| 1   | Гана     | 3   | 3   | 0   | 0   | 6  | 0  | +6 | 9   | Нокаут фаза   |
| 2   | Нигерија | 3   | 2   | 0   | 1   | 8  | 2  | +6 | 6   | Нокаут фаза   |
| 3   | Мали     | 3   | 0   | 1   | 2   | 3  | 9  | −6 | 1   |               |
| 4   | Етиопија | 3   | 0   | 1   | 2   | 2  | 8  | −6 | 1   |               |

Група Б
| Поз | Екипа        | Ута | Поб | Нер | Изг | ГД | ГП | ГР | Бод | Квалификације |
| --- | ------------ | --- | --- | --- | --- | -- | -- | -- | --- | ------------- |
| 1   | Јужна Африка | 3   | 2   | 1   | 0   | 6  | 3  | +3 | 7   | Нокаут фаза   |
| 2   | Камерун      | 3   | 1   | 1   | 1   | 2  | 2  | 0  | 4   | Нокаут фаза   |
| 3   | Ангола       | 3   | 0   | 2   | 1   | 2  | 3  | −1 | 2   |               |
| 4   | Зимбабве     | 3   | 0   | 2   | 1   | 2  | 4  | −2 | 2   |               |

Нокаут фаза (две најбоље екипе се квалификују за Светско првенство)
|  | Полуфинале          | Полуфинале |                     |   | Финале | Финале |
|  |                     |            |                     |   |        |        |
|  | 17. децембар - Вари |            |                     |   |        |        |
|  |                     |            |                     |   |        |        |
|  | Гана                | 3          |                     |   |        |        |
|  | Гана                | 3          | 20. децембар - Вари |   |        |        |
|  | Камерун             | 2          |                     |   |        |        |
|  | Камерун             | 2          | Гана                | 0 |        |        |
|  | 18. децембар - Вари |            | Гана                | 0 |        |        |
|  |                     | Нигерија   | 2                   |   |        |        |
|  | Јужна Африка        | Нигерија   | 2                   | 0 |        |        |
|  | Јужна Африка        |            |                     | 0 |        |        |
|  | Нигерија            | 5          |                     |   |        |        |
|  | Нигерија            | 5          | треће место         |   |        |        |
|  |                     |            |                     |   |        |        |
|  | 20. децембар - Вари |            |                     |   |        |        |
|  |                     |            |                     |   |        |        |
|  | Камерун             | 3          |                     |   |        |        |
|  | Камерун             | 3          |                     |   |        |        |
|  | Јужна Африка        | 0          |                     |   |        |        |

### Азија (АФК)
Као и претходно издање, АФК првенство за жене је служило као квалификација за Светско првенство за чланице АФК-а. Четрнаест репрезентација је учествовало у такмичењу које је укључивало домаћине Светског првенства првобитно планираног да се одржи у Кини. После групне фазе која је елиминисала десет тимова из квалификација, у полуфиналу је Северна Кореја савладала Јапан са 3 : 0. Након што је Кина освојила друго полуфинале, у плеј-офу за треће место Јужна Кореја се квалификовала победом над Јапаном од 1 : 0, што је значило да је Јапан морао да игра квалификације у плеј-офу против трећепласираног тима из Конкакафа (Мексико).

#### Финални турнир
Група А
| Екипа          | Ута | Поб | Нер | Изг | ГД | ГП | ГР  | Бод |
| -------------- | --- | --- | --- | --- | -- | -- | --- | --- |
| Северна Кореја | 4   | 3   | 1   | 0   | 45 | 2  | +43 | 10  |
| Јужна Кореја   | 4   | 3   | 1   | 0   | 20 | 2  | +18 | 10  |
| Тајланд        | 4   | 2   | 0   | 2   | 6  | 21 | −15 | 6   |
| Хонгконг       | 4   | 1   | 0   | 3   | 2  | 24 | −22 | 3   |
| Сингапур       | 4   | 0   | 0   | 4   | 0  | 24 | −24 | 0   |

Група Б
| Екипа          | Ута | Поб | Нер | Изг | ГД | ГП | ГР  | Бод |
| -------------- | --- | --- | --- | --- | -- | -- | --- | --- |
| Јапан          | 4   | 4   | 0   | 0   | 34 | 0  | +34 | 12  |
| Мјанмар        | 4   | 2   | 1   | 1   | 11 | 8  | +3  | 7   |
| Кинески Тајпеј | 4   | 2   | 1   | 1   | 7  | 7  | 0   | 7   |
| Филипини       | 4   | 1   | 0   | 3   | 2  | 26 | −24 | 3   |
| Гвам           | 4   | 0   | 0   | 4   | 2  | 15 | −13 | 0   |

Група Ц
| Екипа      | Ута | Поб | Нер | Изг | ГД | ГП | ГР  | Бод |
| ---------- | --- | --- | --- | --- | -- | -- | --- | --- |
| Кина       | 3   | 3   | 0   | 0   | 29 | 0  | +29 | 9   |
| Вијетнам   | 3   | 2   | 0   | 1   | 6  | 9  | −3  | 6   |
| Индија     | 3   | 1   | 0   | 2   | 7  | 14 | −7  | 3   |
| Узбекистан | 3   | 0   | 0   | 3   | 2  | 21 | −19 | 0   |

Нокаут фаза (две најбоље екипе се квалификују за Светско првенство)
|  | Полуфинале        | Полуфинале |                   |   | Финале | Финале |
|  |                   |            |                   |   |        |        |
|  | 19. јун - Бангкок |            |                   |   |        |        |
|  |                   |            |                   |   |        |        |
|  | Северна Кореја    | 3          |                   |   |        |        |
|  | Северна Кореја    | 3          | 21. јун - Бангкок |   |        |        |
|  | Јапан             | 0          |                   |   |        |        |
|  | Јапан             | 0          | Северна Кореја    | 2 |        |        |
|  | 19. јун - Бангкок |            | Северна Кореја    | 2 |        |        |
|  |                   | Кина       | 1                 |   |        |        |
|  | Кина              | Кина       | 1                 | 3 |        |        |
|  | Кина              |            |                   | 3 |        |        |
|  | Јужна Кореја      | 1          |                   |   |        |        |
|  | Јужна Кореја      | 1          | Треће место       |   |        |        |
|  |                   |            |                   |   |        |        |
|  | 21. јун - Бангкок |            |                   |   |        |        |
|  |                   |            |                   |   |        |        |
|  | Јапан             | 0          |                   |   |        |        |
|  | Јапан             | 0          |                   |   |        |        |
|  | Јужна Кореја      | 1          |                   |   |        |        |

### Европа (УЕФА)
Шеснаест тимова које су припадале класи А европског женског фудбала подељене су у четири групе, из којих су се победници група квалификовале на Светско првенство. Четири другопласирана су играла у плеј-оф за 5. место.
 Квалификовале се:  Шведска --  Русија --  Немачка --  Норвешка --  Француска

### Северна и Централна Америка и Кариби (Конкакаф)
Другопласирана репрезентација Златног купа Конкакафа за 2002. годину, Канада, се квалификовала за Светско првенство у фудбалу за жене. Победник САД је аутоматски квалификован као домаћин, пошто је добио домаћинство од Кине. Трећепласирана репрезентација Мексика је морала да игра против Јапана у плеј−офу конфедерација за квалификацију на Светско првенство.
 Квалификовале се:  Сједињене Државе --  Канада

### Океанија (ОФК)
Првенство ОФК-а за жене 2003. године одредило је ОФК-ову репрезентацију која ће учествовати на Светском првенству у фудбалу за жен 2003. године  — победник је била репрезентација Аустралије.
 Квалификовала се:  Аустралија

### Јужна Америка (Конмебол)
Квалификовале се:  Бразил --  Аргентина
Четврто издање Копа Америка за жене (женско првенство у фудбалу Јужне Америке) 2003. одредило је Конмеболове квалификанте за Светско првенство, овај пут то су били Бразил и Аргентина.

## Конкакаф−АФК плеј-оф
Жреб за редослед утакмица одржан је у седишту ФИФА у Цириху, Швајцарска, 4. марта 2003. Првобитно је било планирано да се утакмице одиграју 10. и 17. маја 2003. године. Међутим, због одлагања ФИФА Светског првенства за жене 2003, утакмице су се одиграле 5. и 12. јула 2003.
| Тим #1  | рез.  | Тим #2 | прва утакмица | друга утакмица |
| ------- | ----- | ------ | ------------- | -------------- |
| Мексико | 2 : 4 | Јапан  | 2 : 2         | 0 : 2          |

 Квалификовала се: Јапан